# Basilide di Alessandria
Basilide di Alessandria (Alessandria d'Egitto, II secolo – Alessandria d'Egitto, 202 circa) è stato un militare romano venerato come santo dalla Chiesa cattolica e dalla Chiesa ortodossa.

## Biografia
Secondo quanto narrato dallo storico Eusebio di Cesarea nella sua Historia Ecclesiastica, Basilide fu un soldato romano originario di Alessandria d'Egitto, vissuto durante le persecuzioni contro i cristiani ordinate dall’imperatore Settimio Severo agli inizi del III secolo. Durante il suo servizio militare, ebbe modo di frequentare la rinomata Scuola di Alessandria, centro vivace di cultura e teologia cristiana, dove insegnava il celebre teologo e filosofo Origene. Le lezioni di Origene, improntate a una profonda esegesi dei Vangeli, attiravano numerosi ascoltatori, anche di estrazione pagana e colta. Tra questi vi era lo stesso Basilide, che, pur semplice soldato, rimase fortemente colpito dalla sapienza del maestro e iniziò così un processo interiore di avvicinamento al cristianesimo.
Nel corso della persecuzione, Basilide ricevette dal preside Aquila l'ordine di condurre al supplizio la giovane vergine Potamiena, condannata a morte per aver rifiutato di rinnegare la propria fede cristiana. Durante il tragitto verso il patibolo, Basilide non solo eseguì l'ordine ricevuto, ma protesse Potamiena dalla folla che tentava di oltraggiarla, mostrando un gesto di rispetto e umanità che commosse profondamente la martire. Potamiena, riconoscente per quella protezione, gli promise che avrebbe interceduto per lui una volta giunta al cospetto di Dio.
Pochi giorni dopo l'esecuzione, Basilide fu convocato per prestare giuramento agli idoli civili, come richiesto ai soldati imperiali. Con grande sorpresa dei suoi commilitoni, si rifiutò apertamente, dichiarandosi cristiano. Fu immediatamente arrestato e condotto davanti a un giudice, al quale confermò la propria conversione. Recluso in carcere, raccontò ai visitatori che tre giorni dopo il martirio, Potamiena gli era apparsa in sogno, ponendogli sul capo una corona e annunciandogli che le sue preghiere erano state accolte: Dio gli aveva concesso la grazia della conversione.
Basilide ricevette il battesimo in prigione e, il giorno seguente, fu decapitato per la sua nuova fede cristiana, intorno all'anno 202.

## Memoria
Secondo la tradizione, il suo corpo è custodito nella Chiesa di Santa Maria presso San Celso a Milano, nella cappella dell'Assunta situata nella navata sinistra.
Il suo martirio, ispirato tanto dall'insegnamento di Origene quanto dalla testimonianza di Potamiena, rappresenta un esempio emblematico di conversione per intercessione. Questo episodio viene ricordato dalla Chiesa cattolica come conferma del dogma della comunione dei santi e del potere dell'intercessione celeste.
Basilide è commemorato nel Martirologio geronimiano insieme a Plutarco, Sereno, Eraclide, Erone, Sereno, Eraide, Potamiena e Marcella, discepoli di Origene, il 28 giugno, mentre nel Martirologio romano è ricordato singolarmente il 30 giugno. Con decreto della Sacra Congregazione dei riti del 2 settembre 1948, è stato proclamato patrono Corpo degli agenti di custodia ed oggi lo è del Corpo di polizia penitenziaria.